# Арчер (Fate/stay night)
Арчер (яп. アーチャー) — чоловічий персонаж всесвіту Fate, однойменної манги (2006), візуального роману (2004) та аніме-серіалу (2006) Fate/stay night компанії Type-Moon, Fate/stay night: Unlimited Blade Works (2014), Слуга Тосаки Рін у П'ятій Війні Святого Грааля. Також з'являється в багатьох аніме та манга версіях світу Fate/stay night, у фільмі Безмежний світ мечів, грі Fate/unlimited codes, Fate/tiger colosseum, аніме Carnival Phantasm тощо.
Найзагадковіший Слуга у П'ятій Війні Святого Грааля, чия справжня особистість розкривається в окремій арці — Unlimited Blade Works. Насправді він — Шіро Емія з альтернативного майбутнього.

## Біографія
Арчер не є Героїчним Духом в тому ж сенсі, як і решта Слуг. Його справжня особистість — Емія Шіро з альтернативної часової лінії Fate/stay night, який уклав контракт з Гайєю і став Героїчним Духом Емією. У плату за укладений контракт він діє як Хранитель Балансу для всього світу. Арчер покликаний в П'яту Війну Святого Грааля, тому що мав при собі дорогоцінний камінь Тосаки Рін, який та використала для порятунку його життя в минулому, після того як той був смертельно поранений Лансером. Коштовність стала каталізатором для його виклику. Після завершення кожної з трьох арок Fate/stay night існує ймовірність становлення Емії Шіро Арчером, але шанс цієї події максимально наближений до нуля.
Після перемоги у П'ятій Війні Святого Грааля разом зі своєю Слугою Сейбер Емія Шіро ще сильніше, ніж раніше, надихнувся мрією йти по стопах Кіріцугу. До самого кінця він тренував себе і паралельно почав працювати позаштатним магом, як і його прийомний батько. У свої 20 років він отримав червоне вбрання, яке символізує його як мага, в подарунок від Сіель з «Похоронного Агентства». З невідомої причини перед становленням Хранителем Балансу він зіткнувся і вступив в битву з сутністю, схожою на «Тінь» і Ангра-Манью, будучи вимушеним при цьому відступити через неможливість що-небудь протиставити противнику (саме з цієї причини Арчер має деяке уявлення про «Тінь» в «Heaven's Feel»).
Приблизно в 30 років він ухвалив рішення, що повністю змінило його життя. У плату за порятунок життів сотень тих, що гинуть через лиха, людей, і заради порятунку ще більшої кількості людських життів (у ролі Героїчного Духа після смерті) він укладає контракт з Гайєю і стає Героєм. Незважаючи на відчайдушні спроби покласти край війні, Арчер був затаврований як ініціатор цієї війни і згодом був відданий і убитий своїми ж союзниками. Втім, попри смерть від зради людей, в яких він вірив і яким довіряв, Арчер не звинувачує людство. Він отримує завдання — як Зберігач Балансу — «Вбити всіх людей в певному місці, поки людство, яке стоїть на порозі повного самознищення, не знищило свій вид».
Арчер вірив, що він продовжить рятувати людські життя, виконуючи обов'язок Героїчного Духа, але був змушений, заради людства в цілому, забрати життя багатьох людей, що йшло всупереч його головній мрії — «порятунку всіх».
Після того як він змушений спостерігати за тим, як люди прагнуть знищити самих себе, після всіх незліченних протистоянь своїм власним ідеалам, Арчер починає заперечувати як свої ідеали, так і свою особистість.
Навіть знаючи, що Трон Героїв ізольований часом і простором, Арчер відчайдушно вірить у те, що його єдина можливість звільнитися — бути викликаним в еру, де Емія Шіро все ще живий, знищити свою минулу особистість, сподіваючись, що подвійний парадокс, викликаний смертю Еміі Шіро, який ще не встиг укласти контракт з Гайєю, й існуванням Еміі Шіро (Арчера), в майбутньому, який вже уклав цей контракт, буде достатньою умовою для створення часового парадоксу величезних розмірів, здатного стерти існування Арчера як «Хранителя Балансу».

## Характер
Особистість Арчера вельми суперечлива. Він може здаватися цинічною і нігілістичною людиною, в той же час залишаючись відданим захисником. Він не бреше, але зберігає свої секрети, розкриваючи лише половину правди. Він може здатися приємною людиною, але найчастіше закінчить розмову на саркастичної ноті, що особливо помітно, якщо попросити в нього поради. Він не може схвалити ідеал Шіро, «Героя Справедливості», у зв'язку з власним гірким досвідом, але й не може заперечувати цей ідеал з тих же причин.
Після прибуття він пояснює Рін, що його пам'ять заплутана через незавершеність його призову, але це половина правди. Він зміг чітко оцінити ситуацію в ніч свого призову, щиро вірячи, що його єдина мета — вбити Шіро. Він встиг забути ім'я «Тосака Рін» протягом свого минулого життя, але моментально згадує все, коли та представляється перед ним.
Він заявляє, що не володіє пам'яттю Еміі Шіро, але пам'ятає той день, коли Емія Кіріцугу врятував його життя, і свої почуття, які він відчув при погляді на посмішку свого рятівника. Він володіє спогадом першого призову Сейбер, який буде пам'ятати «навіть якщо потрапить у глибини пекла».
Він не цікавиться відеоіграми, але може грати, якщо вони будуть запущені.

## Роль

### Fate/stay night
У пролозі Тосака Рін збиралася прикликати сильного Слугу класу Сейбер. Вона використовувала намисто батька, наповнене величезною кількістю магічної енергії, для збільшення шансу призову Сейбер. Проте, з невідомих для неї причин, намисто стало каталізатором, який закликав Героїчного Духа Емію.
Арчер грубим чином (про що свідчать поламані меблі та інший інтер'єр) призивається в одній з кімнат особняка Тосака. Після короткого обміну репліками Арчер сильно сердить Рін цинічними фразами, через що вона використовує командне заклинання з метою підпорядкувати собі його волю. Після цього він звинувачує дівчину, стверджуючи, що це її вина, що він був прикликаний незавершеним ритуалом, в результаті чого його спогади про себе досить невиразні. Проте, оцінюючи свого Майстра, він стверджує, що та володіє магічним талантом і хорошими навичками для того, щоб вважатися його Майстром.
Деякий час потому, увечері, стоячи на даху шкільної будівлі, Рін відчуває присутність ворожого Слуги, що виливається в бій між Арчером і Лансером. Під час їхнього бою в шкільному дворі мимовільним свідком цієї сцени стає Емія Шіро. Лансер збігає з поля бою і переслідує хлопця, в той час як Арчер і Рін йдуть за ним. Коли пара знаходить Шіро, той перебуває при смерті, і Рін, намагаючись залікувати рани Шіро за допомогою магічної енергії зі свого намиста, наказує Арчеру переслідувати Лансера. Спроба останнього закінчується провалом, і він повертається без результатів.
Арчер віддає своє приватне намисто, аналогічне намисту Тосаки, назад Рін, змушуючи її думати, що він повернувся в школу на місце події, щоб дістати його.

### Fate
У Fate особистість Арчера не розкрита. Він залишається безіменним героєм, який жертвує своїм життям з метою дати Рін, Шіро і Сейбер шанс втекти з особняка Айнцбернів. Перед битвою з Берсеркером Арчер дає Шіро пораду: «Якщо не можеш перемогти свого ворога, просто уяви те, що зможе». Під час битви він гине, але перед цим встигає вбити Берсеркера шість разів (п'ять в аніме), знижуючи кількість життів ворога і послаблюючи його Небесний Фантазм «Долоню Богів — Дванадцять Подвигів».

### Unlimited Blade Works
У цій арці Арчер представлений як антагоніст. Він зраджує Рін і укладає союз з Кастер, пояснюючи це тим, що остання має більше шансів перемогти у Війні Святого Грааля.
Потім, після битви Шіро і Рін проти Кастер і Соічіро Кудзукі, Арчер зраджує Кастер і її майстра, вбиваючи їх обох, після чого розкриває свої справжні наміри. Арчеру потрібно було звільнитися від командних заклинань Рін, щоб втілити в життя свою головну мету — вбивство Еміі Широ. Після невдалої дуелі проти Сейбер, яка укладає контракт з Тосакою, отримуючи при цьому величезний запас магічних сил, Арчер бере Рін в заручники і відступає в замок Айнцебернів, чекаючи зустрічі з Шіро.
Під час бою в замку між Шіро і Арчером останній програє, Емія пронизує його груди мечем. Тим не менше, Арчеру вдається пережити як удар Шіро, так і залп Небесного Фантазма Гільгамеша — «Брама Вавилона», який той відкриває по переможеному Арчеру. Арчер ховається на деякий час і в такому стані чекає фінальної битви, де йому вдається врятувати Рін зі Святого Грааля і знищити затиснутого в кутку, завдяки Шіро, Гільгамеша.
Після цих подій Арчер зникає під час діалогу з Тосакою з приємною посмішкою на обличчі, будучи впевнений, що Рін не дасть Шіро піти по стопах того шляху, про який він згодом буде шкодувати.

### Heaven's Feel
У подіях цього сценарію Арчер залишає ідею вбивства Шіро з метою кинути свої сили і виконати свій обов'язок як «Хранителя Балансу», щоб знищити містичну «Тінь».
Під час битви з Альтер-Сейбер, Асасіном і «Тінню» Арчер залишається смертельно пораненим. Оскільки Шіро був також поранений під час битви (залишився без лівої руки), і відкинув свої ідеали «Героя Справедливості» з метою захистити Сакуру, Арчер вирішує піти шляхом Зберігача Балансу і вибирає шлях «Порятунку хоча б одного з них, ніж смерті обох». Він каже Котоміне, щоб той трансплантував ліву руку Арчера Шіро, після чого сам зникає.
Велика кількість знань і досвіду Арчера передаються Шіро, хоч рука Слуги в той же час приносить певні незручності.
Остання поява Арчера в Heaven's Feel — поява його зображення перед очима Шіро, коли той намагається зняти з лівої руки «Плащаницю Мартіна».

### Манга
В манзі Fate/stay night Арчер йде шляхом, що поєднує перші дві арки новели. Він залишається лояльним Рін замість приєднання до Кастер, але продовжує відчувати погані емоції щодо Шіро. Згодом він змушений приєднається до Кастер, Соічіро бере Рін у заручники. Після звільнення від контролю Кастер Арчер відновлює свій план по вбивству Шіро. Його зупиняє Рін, яка благає його не вбивати свою колишню особистість, після чого Арчер змінює свою думку, вирішуючи не вбивати Шіро, і продовжуючи грати свою роль Слуги Рін.

## Здібності
Арчер не є звичайним Героїчним Духом, який шанувався, як герой, але став ним завдяки його контракту з Гайєю як Зберігач Справедливості. Він є Героїчним Духом з майбутнього, так що він не отримує благословення, які зазвичай пов'язані зі славою. Він також не має Небесних фантазмів, але його штучна реальність, Unlimited Blade Works, можна назвати таким. Він носить плащ і мантію, що представляють із себе першокласну Концептуальну Зброю, виготовлену зі Святої Плащаниці.
Через його природу він не має популярності, як герой, і він не може бути пізнаний тими, у кого є знання з Трону Героїв. Це робить його існування заплутаним для інших Слуг. Він може проектувати різну зброю, здатну перетворюватися в Небесні фантазми; може використовувати різноманітні здібності, які, як правило, розкривають особистість Слуги; використовувати суперечливі здібності, які не відповідають жодному з героїв. Лансер вважає, що не повинно бути Арчера з щитом, здатним блокувати Гей Болг, і Берсеркер вважає, що зазнати поразки від нього шістьма різними способами, усіма можливостями найвищого класу, без вивчення особистості противника дуже дивно.

### Бій
Завдяки відсутності фактичного Небесного Фантазма основні вміння лучника в Арчера нижче, ніж в інших Слуг. Його головна сила полягає в універсальності і пристосовності, показаного у використанні власної тактики, заснованої на особистому бойовому досвіді. Його сила виходить не від вродженого таланту, як у Рін або Сейбер, а з цілеспрямованого самовдосконалення завдяки тому, що у нього за життя були невеликі вміння. Спочатку він не мав ніяких здібностей, але після довгих тренувань став вважатися сильним. Він не зациклений на єдиному методі перемоги, відкриваючи для себе безліч можливостей, недоступних для тих, хто бореться з поняттям лицарства і кодексом честі.
Unlimited Blade Works є його єдиним чарівним умінням, що дозволяє використовувати Зміцнення і Проеціювання. Воно включає в себе «всі елементи, необхідні для формування меча», що дозволяє Арчеру копіювати Небесні фантазми. Вся зброя копіюється, якщо він побачив її хоч один раз, тому Арчер має тисячі збережених копій (що видно у П'ятій Війні Святого Грааля), і всі вони можуть бути вільно спроектовані. Багато видів зброї можуть бути використані для ближнього бою, хоча він в основному застосовує Каншо і Бакую. Мечі також можуть бути змінені, щоб бути використаними як стріли у вигляді Зламаних фантазмів шляхом перевантаження їх енергією для створення руйнівної сили від вибуху при атаці. Він також має здатність викликати зброю в повітрі та атакувати ними як стрілами таким же чином, як це робить Гільгамеш, використовуючи свою Браму Вавилона.
Він може битися різними способами в залежності від ситуації, що дозволяє йому відповідати здібностям інших Слуг навіть без свого Небесного Фантазма, або навіть перевищувати їх. Для використання Зламаних фантазмів потрібно руйнування Небесного Фантазма, так що це не може бути використане нормальними Слугами без шкоди для їх зброї. Завдяки можливості Арчера проектувати стільки зброї, скільки він захоче, такий козир доступний тільки для нього. Він може повернути шанси на свою користь при нападі Слуг ближнього бою з його атаками великої дальності.